# Amada mia
Amada mia è l'ultimo album della cantante italiana Caterina Caselli, pubblicato dall'etichetta discografica SUGAR nel 1990.
Il pezzo forte dell'album è Bisognerebbe non pensare che a te, presentato al Festival di Sanremo dello stesso anno. Inediti sono anche Ah, Caterina e E se questa fosse l'ultima, cantata insieme a Lucio Quarantotto, mentre tutti gli altri brani sono reinterpretazioni di precedenti successi suoi o di altri autori.

## Tracce

### Lato A
1. Bisognerebbe non pensare che a te - 4:22
2. Per fare un uomo (Francesco Guccini) - 3:33
3. Ah, Caterina - 4:30
4. Il volto della vita (Days of Pearly Spencer - David McWilliams) - 4:55
5. Cento giorni - 3:33

### Lato B
1. Amada mia (Paolo Conte) - 3:03
2. Come mi vuoi (Paolo Conte) - 2:46
3. Un gelato al limon (Paolo Conte) - 5:21
4. Insieme a te non ci sto più (Paolo Conte) - 4:05
5. E se questa fosse l'ultima - 4:55

## Formazione
- Caterina Caselli – voce
- Maurizio Fabrizio – chitarra acustica, tastiera, pianoforte
- David Paton – basso
- Lele Melotti – batteria
- Clem Clempson – chitarra elettrica
- Marco Grasso – tastiera, programmazione
- Pino Santapaga – chitarra elettrica, armonica
- Mimmo Turone – tastiera, pianoforte
- Ares Tavolazzi – basso
- Ellade Bandini – batteria
- Andrea Allione – chitarra acustica
- Mirco Marchelli – tromba
- Antonio Marangolo – sassofono tenore, sassofono soprano
- Amedeo Bianchi – sax alto, sassofono soprano
- Laura Valente, Corinne Guarnera, Rosalinda Celentano – cori